# Ouleymata Sarr
Pour les articles homonymes, voir Sarr.
Ouleymata Sarr, née le 8 octobre 1995 à Cambrai est une footballeuse internationale française évoluant au poste d'attaquante au Spirit de Washington.

## Carrière

### Carrière en club
Ouleymata Sarr commence l'apprentissage du football avec les garçons, à Évreux, en Normandie. Mais à 13 ans, elle est contrainte d'arrêter le foot pour des problèmes de santé, elle se trouve alors écartée du rectangle vert pendant près de deux ans. C'est Mathieu Bodmer, footballeur professionnel, et président du Évreux FC 27 de 2009 à 2013, qui va lui demander de rejouer en club, à la vue de son talent.
Ouleymata Sarr évolue ainsi à l'Évreux Football Club 27 jusqu'en 2013, date à laquelle elle s'engage au Paris Saint-Germain. Elle débute avec les U19 mais est rapidement convoquée avec le groupe de Farid Benstiti. Elle fait ses débuts en première division lors de la saison 2013-2014 et marque à deux reprises pour ses deux premières apparitions. La saison suivante, elle inscrit six buts en huit matchs de championnat. Mais les deux années qui suivent, avec Benstiti puis Patrice Lair, sont plus compliquées, avec un seul but marqué en championnat. À 21 ans, elle participe tout de même activement au parcours parisien jusqu'en finale de la Ligue des champions 2017 en disputant sept matchs.
En 2017, elle rejoint le LOSC pour se relancer et inscrit un triplé contre les Girondins de Bordeaux pour le premier match de l'équipe lilloise en première division. Mais des blessures au genou et à la cheville vont venir ralentir sa progression. Absente plusieurs semaines fin 2018, Sarr vit une saison difficile et ne peut éviter la descente lilloise en D2. Elle joue cependant une finale de Coupe de France contre Lyon, et buteuse, elle fait douter les Fenottes jusqu'au bout (défaite 3-1 du LOSC).
Elle rejoint les rangs des Girondins de Bordeaux à l'été 2019, alors que la concurrence à son poste est très forte. Elle n'a que peu d’occasions de se montrer en début de saison et elle se blesse à nouveau à une cheville. Mais en janvier 2020, l'attaquante réalise un retour fracassant, avec notamment un triplé en quarts de finale de Coupe de France contre Montpellier.

### Carrière en sélection
Elle compte six sélections avec l'équipe de France des moins de 19 ans en 2014 (2 buts), huit sélections en équipe de France des moins de 20 ans en 2014 (un but) et cinq sélections en équipe de France B en 2016 (2 buts). 
Elle joue six matchs lors de la Coupe du monde des moins de 20 ans 2014 organisée au Canada, où la France termine troisième.
Elle est appelée en équipe de France par la nouvelle sélectionneuse Corinne Diacre et honore sa première sélection contre le Chili (1-0), le 15 septembre 2017  au Stade Michel-d'Ornano de Caen. Le 18 septembre 2017, elle est titulaire contre l'Espagne (3-1) au stade de l'Épopée de Calais et marque son premier but en bleu, de la tête sur coup de pied de coin  à la 71e minute. Le 10 mars 2020 à Valenciennes, elle égalise dans les arrêts de jeu lors du dernier match du Tournoi de France contre les Pays-Bas.
En 2022, elle fait partie des 23 sélectionnées pour disputer le championnat d'Europe en Angleterre.

## Statistiques

### Statistiques détaillées en club
| Saison                | Club                  | Championnat           | Championnat | Championnat | Coupe(s) nationale(s) | Coupe(s) nationale(s) | Compétition(s) continentale(s) | Compétition(s) continentale(s) | Compétition(s) continentale(s) | Total | Total |
| Saison                | Club                  | Division              | M.          | B.          | M.                    | B.                    | Comp.                          | M.                             | B.                             | M.    | B.    |
| 2013-2014             | Paris Saint-Germain   | Division 1            | 2           | 2           | 1                     | 2                     | C1                             | 0                              | 0                              | 3     | 4     |
| 2014-2015             | Paris Saint-Germain   | Division 1            | 8           | 6           | 2                     | 0                     | C1                             | 1                              | 0                              | 11    | 6     |
| 2015-2016             | Paris Saint-Germain   | Division 1            | 10          | 0           | 4                     | 2                     | C1                             | 2                              | 2                              | 16    | 4     |
| 2016-2017             | Paris Saint-Germain   | Division 1            | 17          | 1           | 3                     | 2                     | C1                             | 7                              | 2                              | 27    | 5     |
| Sous-total            | Sous-total            | Sous-total            | 37          | 9           | 10                    | 6                     | -                              | 10                             | 4                              | 57    | 19    |
| 2017-2018             | LOSC Lille            | Division 1            | 22          | 9           | 1                     | 0                     | -                              | -                              | -                              | 23    | 9     |
| 2018-2019             | LOSC Lille            | Division 1            | 16          | 5           | 5                     | 3                     | -                              | -                              | -                              | 21    | 8     |
| Sous-total            | Sous-total            | Sous-total            | 38          | 14          | 6                     | 3                     | -                              | -                              | -                              | 44    | 17    |
| 2019-2020             | Girondins de Bordeaux | Division 1            | 13          | 5           | 3                     | 3                     | -                              | -                              | -                              | 16    | 8     |
| 2020-2021             | Girondins de Bordeaux | Division 1            | 3           | 1           | 0                     | 0                     | -                              | -                              | -                              | 3     | 1     |
| Sous-total            | Sous-total            | Sous-total            | 16          | 6           | 3                     | 3                     | -                              | -                              | -                              | 19    | 9     |
| 2021-2022             | Paris FC              | Division 1            | 17          | 8           | 2                     | 2                     | -                              | -                              | -                              | 19    | 10    |
| 2021-2023             | Paris FC              | Division 1            | 4           | 1           | -                     | -                     | C1                             | 2                              | 0                              | 6     | 1     |
| Sous-total            | Sous-total            | Sous-total            | 21          | 9           | 2                     | 2                     | -                              | 2                              | 0                              | 25    | 11    |
| Total sur la carrière | Total sur la carrière | Total sur la carrière | -           | -           | -                     | -                     | -                              | 10                             | 4                              | 10    | 4     |

## Palmarès
Paris Saint-Germain
- Ligue des champions féminine de l'UEFA
  - Finaliste en 2015 et 2017

- Championnat de France
  - Vice-championne en 2014, 2015 et 2016

- Coupe de France
  - Finaliste en 2014 et 2017

 LOSC Lille
- Coupe de France
  - Finaliste en 2019

 France -20 ans
- Coupe du monde -20 ans
  -  Troisième en 2014